# Ifríqiya
Ifríqiya (àrab: إفريقية, Ifrīqiya; en català medieval Frèquia) és una regió històrica del món araboislàmic que es correspon amb l'antiga província romana d'Africa. El seu territori es correspon, per tant i aproximadament, amb el de l'actual Tunísia més la meitat oriental de l'actual Algèria.

## Història
En el segle vii va esdevenir una província del califat omeia i, després, de l'abbàssida, dirigida des de Kairuan, ciutat fundada al mateix moment de la conquesta islàmica. Posteriorment, els amazics nadius van arribar al poder amb el beneplàcit del Califat Fatimita, i es va enderrocar la dinastia aglàbida, col·locant-se en el seu lloc la dinastia dels zírides. En el 1045, els zírides van renunciar al xiisme i els fatimites van enviar els Banu Hilal, una confederació de beduïns, per tal d'acabar amb els zírides. D'aquesta manera, la regió va ser devastada i la pròspera indústria agrària es va arruïnar.
En el 1159, els almohades van dominar la regió, sent expulsats en el segle xiii pels hàfsides, que van governar amb alts i baixos tota Ifríqiya, mantenint importants relacions econòmiques i estratègiques amb Jaume I de la Corona d'Aragó sobretot a partir del 1240. A principis del segle xvi, Espanya va aconseguir controlar algunes ciutats costaneres, que van ser perdudes ràpidament davant l'Imperi Otomà, que va governar Ifríqiya des del 1574. Els governants turcs, els begs, van obtenir un alt grau d'independència respecte a Turquia.
En el segle xix els begs van sol·licitar grans sumes de diners com a préstec a França, que va començar a considerar la colonització de Tunísia. El 12 de maig del 1881, França va declarar Tunísia un protectorat, després d'un acord que va permetre a la Gran Bretanya l'ocupació de Xipre; no obstant això, molt abans d'aquesta data el govern beg tunisià ja havia perdut la seva autonomia.

## Origen del nom
Ifríqiya deriva d'Àfrica, el nom de la província romana. Aquest nom al seu torn té un origen desconegut.
Hi ha diverses teories d'orígens mítics: el país dels fills d'Afer, el fill d'una princesa líbia filla de Júpiter o de Neptú (o altres). Els àrabs consideraven el territori com la terra dels descendents d'un heroi epònim de nom Ifriqix, suposat rei del Iemen contemporani de Salomó d'Israel, conqueridor del Màgrib al que hauria donat el seu nom i on hauria establert tribus sud-aràbigues, origen dels amazics. Un altre origen seria Ifrik (semita Aphera), fill d'Abraham i la seva segona dona Queturà; o Farik, fill de Baysar fill de Cam fill de Noé.
Altres són d'origen filològic com la que suggereix que deriva del radical semita f-r-q (‘separar’, perquè separava Egipte del Magrib). També podria derivar del llatí aprica (calenta). Una tercera teoria suggereix que fou el nom antic de Cartago (ho diu Suides) o d'una colònia fenícia de Tir de nom Afryqah. Com a possible derivat de l'amazic ifri (‘cova’) podria voler dir País de Coves (el pobles troglodites encara existeixen al sud de Tunísia); una tribu amaziga porta el nom d'Awrigha podria haver inspirat als colons fenicis per donar nom a un assentament que més tard van recordar els romans (igual que els grecs van donar el nom de Líbia al continent africà per la tribu dels Lebou = Luwata).

## Límits
La Ifríqiya dels musulmans designava inicialment el territori sota autoritat del patrici Gregori, és a dir entre Trípoli de Líbia i Tànger; però aviat va quedar més concretat i Amr ibn al-As ja escriu que «Trípoli està separada d'Ifríqiya per nou dies de camí». Al segle x al-Warrak li torna a donar com a límits des de la ciutat de Barca a Tànger, i de la mar fins al país de la sorra abans del territori dels negres (al-Sudan). Així en general Ifríqiya seria un terme equivalent a Magrib.
Progressivament el nom es va donar estrictament al territori aglàbida entre l'est de Bugia i la ciutat de Barca. Quedaven fora els districtes de Tahart (Tahert), Sigilmasa, Fes i Sus al-Aksa. No obstant alguns territoris com Alger, Mitidja i Ashir foren sovint considerades dins d'aquesta Ifríqiya tot i que els aglàbides mai hi van dominar.
Així doncs existien diverses Ifríqiyes:
- El continent
- La regió geogràfica en el sentit més ampli (Magrib)
- La regió geogràfica en un sentit limitat (Tunísia i Algèria oriental)
- La petita regió (el nord de Tunísia)
- L'entitat administrativa, sota el control de governadors del califa i després emirs de diverses dinasties, des de Kairuan, Mahdia o Tunis i, per tant, amb límits variables per cada època.

## Llista de governadors de la província d'Ifríqiya sota el califat
- Muàwiya ibn Hudayj as-Sakuní 665-670
- Uqba ibn Nafi al-Fihrí 670-675
- Abu-l-Muhàjir Dinar al-Makhzumí 675-681
- Uqba ibn Nafi al-Fihrí 681-683 (segona vegada)
- Zuhayr ibn Qays al-Balawí 683-688
- Hassan ibn an-Numan al-Ghassaní 688-698
- Mussa ibn Nussayr al-Lakhmí 698-715
- Abd-Al·lah ibn Mussa ibn Nussayr al-Lakhmí
- Muhàmmad ibn Yazid al-Quraixí 715-718
- Ismaïl ibn Ubayd-Al·lah ibn Abi-l-Muhàjir al-Makhzumí 718-719
- Yazid ibn Abi-Múslim ath-Thaqafí 719-720
- Muhàmmad ibn Aws al-Ansarí 720
- Bixr ibn Safwan al-Kalbí 720-728
- Ubayda ibn Abd-ar-Rahman as-Salamí 728-734
- Ubayd-Al·lah ibn al-Habhab as-Salulí 734-741
- Kulthum ibn Iyad al-Quxayrí 741-742
- Hàndhala ibn Safwan al-Kalbí 742-747
- Abd-ar-Rahman ibn Habib al-Fihrí 747-755
- Ilyàs ibn Habib al-Fihrí 755
- Habib ibn Abd-ar-Rahman ibn Habib al-Fihrí 755-757
- Àssim ibn Jamil al-Warfajumí 757-758
- Abd-al-Màlik ibn Abi-l-Jad al-Waranjumí 758
- Abu-l-Khattab Abd-al-Ala ibn as-Samh al-Maafirí 758-760
- Abd-ar-Rahman ibn Rustum al-Farissí 760-762 (ibadita)
- Muhàmmad ibn al-Àixath al-Khuzaí (Muhammad ibn al-Ashath al-Khuzai) 762-765 (vers 759-760 governador d'Egipte)
- Issa ibn Yússuf al-Khurassaní 765
- Al-Àghlab ibn Sàlim at-Tamimí 765-766
- Al-Hàssan ibn Harb al-Kindí 766-767
- Al-Mikhàriq ibn Ghuffar 767-768
- Úmar ibn Hafs al-Muhal·labí 768-771
- Habib ibn Habib al-Muhal·labí 771
- Úmar ibn Hafs al-Muhal·labí 771 (segona vegada)
- Abu-Hàtim Yaqub ibn Labib al-Kharijí 771-772
- Yazid ibn Hàtim al-Muhal·labí 772-787
- Dàwud ibn Yazid ibn Hàtim al-Muhal·labí 787
- Rawh ibn Hàtim al-Muhal·labí 787-791
- Nasr ibn Habib al-Muhal·labí 791-793
- Al-Fadl ibn Rawh ibn Hàtim al-Muhal·labí 793-795
- Harthama ibn Ayan 795-797
- Muhàmmad ibn Muqàtil al-Akkí 797-799
- Tammam ibn Tamim at-Tamimí 799-800
- Muhàmmad ibn Muqàtil al-Akkí 800 (segona vegada)
- els aglàbides 800

## Altres personatges
- Ali ibn Abd al-Ghani al-Husri, poeta.